# Estadio Félix Oriola
El Estadio Félix Oriola es el estadio del Club Atlético Argentino de la ciudad de Firmat, al sur de la provincia de Santa Fe. Forma parte de las Instalaciones Villa Deportiva y es la sede principal del primer equipo masculino de fútbol y sus divisiones inferiores del Club Atlético Argentino (Firmat).
El predio de la Villa Deportiva cuenta con cuatro canchas de entrenamiento de césped donde practican todas las ramas de fútbol del club, además de otros deportes, como el rugby. También posee canchas de tenis y diversas instalaciones, como una pileta y quinchos para sus socios.
- Datos: Q48688425